# أنيك جيراردان
أنيك جيراردان (مواليد 3 أغسطس 1964) هي سياسية فرنسية تشغل حالياً وزيرة البحار.